# 島村まみ
島村 まみ（しまむら まみ、1983年7月20日 - ）は、日本の女性ファッションモデル。東京都出身。トヨタオフィスを経てイデア所属。

## 出演

### TVドラマ
- トップキャスター（2006年、フジテレビ）第7話- 資産家の一人娘・沢村優衣
- クレオパトラな女たち（2012年、日本テレビ）第4話- 堤暁子

### バラエティ
- 踊る!さんま御殿!!（2006年9月5日放送）

### CM
- 花王 リーゼサプライ
- リサージ LISSAGE

## 書籍

### 雑誌
- ViVi
- 美的
- Oggi
- CanCam
- Ray